# Intergradation
Unter Intergradation wird das Vermischen zweier oder mehrerer Subspezies einer Art in einem regionalen Gebiet verstanden. Ein Beispiel ist die Intergradation der beiden Subspezies der Aaskrähe (Corvus corone), die entlang einer Linie von Schleswig-Holstein über das östliche Deutschland nach Ost-Österreich stattfindet. Im Bereich von Schleswig-Holstein und Ostdeutschland bildet die Elbe diese Linie. Östlich davon brütet die Nebelkrähe (C. c. cornix), westlich der Linie die rein schwarze Rabenkrähe (C. c. corone). Die Intergradationszone, auch Kontaktzone genannt, in der sich die beiden Subspezies  vermischen, ist zwischen 40 und 150 km breit. Im Aussehen der Nachkommen treten in stufenloser Variation die Merkmale der Elternteile auf. Eine weitere, noch längere Kontaktzone besteht in Nordamerika zwischen den Mitgliedern der auratus-Gruppe und jenen der cafer-Gruppe des Goldspechts. Sie erstreckt sich von Südalaska bis Texas.